# 旅港開平商會中學

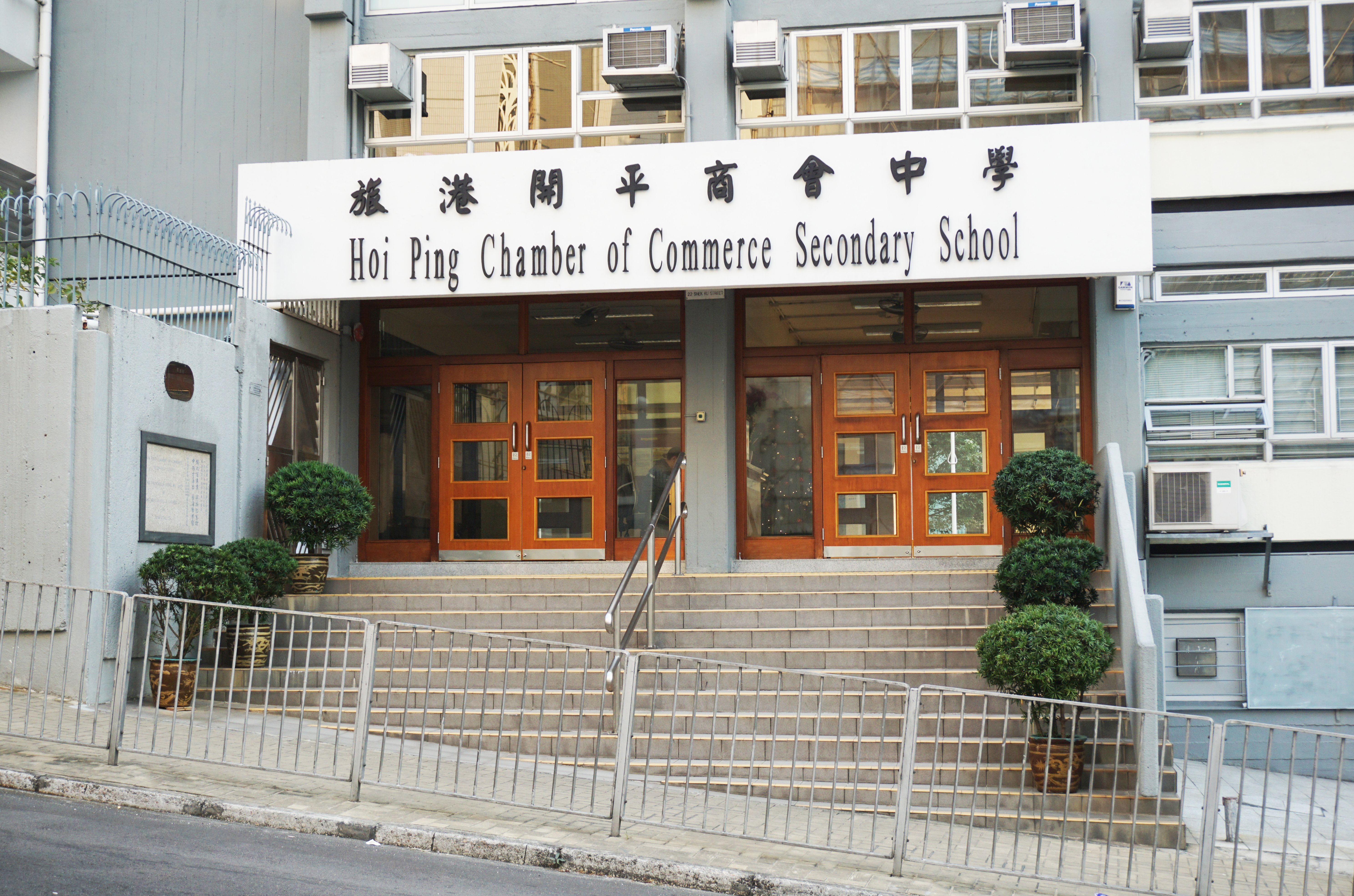
校舍入口

旅港開平商會中學（英語：Hoi Ping Chamber of Commerce Secondary School，簡稱開平、HPCCSS）是一所政府全日制津貼英文中學，位於九龍何文田，由旅港開平商會創辦。

## 學校行政
歷任校監
- 1973年至1981年：利國偉 先生
- 1981年至1989年：陳廣就 先生[2]
- 1989年至2019年：關汪洲 先生[3]
- 2019年至今：司徒維敦 先生

歷任校長
- 1973年至1974年：韓錦燊 先生 (任署任校長)
- 1974年至1983年：方乃正 先生[4]
- 1983年至1991年：韓錦燊 先生[5]
- 1991年至1999年：利國傑 先生[6][註 1]
- 1999年至2011年：黃健忠 先生[7]
- 2011年至2020年：温美玉 女士[8]
- 2020年至今：陳得南 先生（由沙田培英中學副校長升任）[9]

歷任副校長
- 1983年至1999年：陳鎮國 先生
- 1991年至1997年：陳建偉 先生
- 1997年至2007年：俞肇炎 先生
- 1999年至2006年：陳惠江 先生  [10]
- 2006年至2015年：梁耀榮 先生
- 2007年至2011年：温美玉 女士
- 2011年至2018年：鄺兆榮 先生 [11]
- 2015年至2022年：梁麗珊 女士
- 2018年至2020年：許梁玉冰 女士

## 辦學宗旨
旅港開平商會中學的校訓是「德智健勤」。該校的辦學宗旨有五，包括從品德教育方面培養學生、傳授社會需求的知識、訓練學生具備獨立思考與自學能力，並且鼓勵勤奮上進和促進身心健康成長。

## 學校資料
旅港開平商會中學於1973年創立，除了中國語文、中國歷史、中國文學及普通話科外，其他科目一律使用英語教學。旅港開平商會中學的校舍座落九龍的何文田，石鼓街及常盛街之交界，鄰近德蘭中學，陳瑞祺（喇沙）小學及何文田官立中學，校園的面積4,500平方呎，校舍的前身是戰後何文田新村平房區山邊的寮屋區。該校的文憑試成績每年均高於全港水平，各科的優良率及入大學率每年均高於五成。例如於2016年學生獲得聯招派位的百分比達74%，其中獲得最佳成績者考獲5個5**及2個5*。2017年，學生獲得聯招派位的百分比達75.2%，其中獲得最佳成績者考獲4個5**及3個5*

## 學校歷史年表
| 年份 | 事件 |
| ---- | --- |
| 1973 | 創校及舉行開學禮、於烏溪沙青年新村舉行第一次學校旅行 |
| 1974 | 舉行第一次學校夏令營、第一次參加香港校際朗誦節 |
| 1975 | 學校圖書館正式開放，成立德、智、健、勤四社、於界限街運動場舉行第一次陸運會 |
| 1976 | 推行週期時間表、於觀塘游泳池舉行第一屆水運會 |
| 1977 | 舉行第一屆畢業禮 |
| 1978 | 成立九龍第82旅女童軍隊 |
| 1981 | 舉行第一次家長日、出版第一期《學林》 |
| 1987 | 第一屆學生會成立 |
| 1994 | 舉辦聯校綜合匯演 94，中一級起落實執行英語教學政策 |
| 1996 | 該校中三級男生獲得第48屆校際朗誦節集誦總冠軍，中文組亦由該校中七文班奪得詩文集誦冠軍「文匯報盃」 學界田徑男子組整年由第三級別升往第二級別作賽 學界田徑賽，該校女子田徑隊女子丙組獲第二級別全場總冠軍 |
| 1997 | 政府推行母語教學，但該校獲政府批准繼續使用英文授課 |
| 1999 | 家長教師會正式成立 |
| 2003 | 舉辦30週年校慶嘉年華會，安裝中央廣播系統 4月因非典型肺炎肆虐，故停課至22日 |
| 2004 | 與聖言中學合辦第一屆「交流生計劃」、舉辦「無煙午膳」活動 |
| 2005 | 校舍新翼利國偉樓啟用、與何明華會督銀禧中學合辦第二屆「交流生計劃」 |
| 2007 | 成立法團校董會 |
| 2008 | 該校男子田徑隊在學界田徑賽第一級別獲得全場第三名，是首次有男女校打進三甲（香港培正中學男子隊早於於1971榮獲全場總冠軍）                                                                               |
| 2009 | 舉辦第一屆週年音樂會 |
| 2011 | 四名中七學生參加第44屆聯校科展（Joint School Science Exhibition，簡稱JSSE），以結合機械式及電子式門鎖的「雙制式防爆竊系統」奪得全場總冠軍，隊長吳志聰更因此接受傳媒訪問                              |

## 課外活動
旅港開平商會中學十分注重參與課外活動，校隊在田徑學界方面屬D1組別。開平男子田徑隊分別在1996年及2002年，由第三級別升往第二及第一級別。2008年，該校男子田徑隊在港島及九龍地域中學學界田徑錦標賽（學界田徑）第一級別獲得全場第三名，成為全港首間晉身三甲的男女校，同時打破歷年由傳統男校壟斷三甲的局面。。

## 校服
旅港開平商會中學除了在穿著冬季校服時為強制打上校呔外，學生會成員亦須在部分場合, 如學生會選舉、學生會就職典禮中打上校呔。旅港開平商會中學亦為其中一間要求中六學生在畢業典禮中穿著夏季校服時須在短袖裇衫上打上校呔，並沒有在日常上課日要求的中學。

## 著名/傑出校友
演藝及廣播界
- 司徒慧焯：香港電影導演、編劇及演員[21]
- 焦媛（1992年中五）：香港著名舞台劇演員[22]
- 張舒雅：2008年香港小姐冠軍[22]
- 馮志豐：前香港商業電台節目主持人、監製及廣播劇幕後工作人員[23]
- 陳沛妍: 香港童星

體育界
- 李德能（1980年中七）：是香港足球評述員[註 2][24]

教育界
- 游美斯：前香海正覺蓮社佛教正覺中學校長
- 許梁玉冰：保良局第一張永慶中學校長
- 羅勝強：香港中文大學商學院副院長（硏究）
- 岑紹彬（1982年中七）：前香港職業訓練局國際發展處副總監[25]

商業及醫學界
- 劉顯達（Pierre Lau）：花旗銀行董事總經理，股票分析師，榮獲美國財經雜誌《Institutional Investor》破記錄連續十四年（2007-2020）評選為最佳分析師。
- 趙麗如：前香港浸會大學傳理系高級講師及課程廣播新聞組別統籌
- 李明（1997年）：精神科專科醫生
- 陳穎樂：香港大學臨床腫瘤學系臨床助理教授、港怡醫院臨床腫瘤科醫生

其他界別
- 卓孝業，JP：保安局副局長、前香港警務處助理處長[26]
- 朱敦瀚：土木工程國際權威，亞洲第一及全球100大工程師。
- 鄧文昇：專業撰寫人。

## 外部連結
- 旅港開平商會中學官方網頁 （页面存档备份，存于）